# Zentralinstitut für Krebsforschung

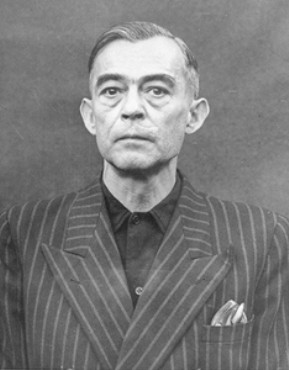
Kurt Blome – dyrektor Instytutu

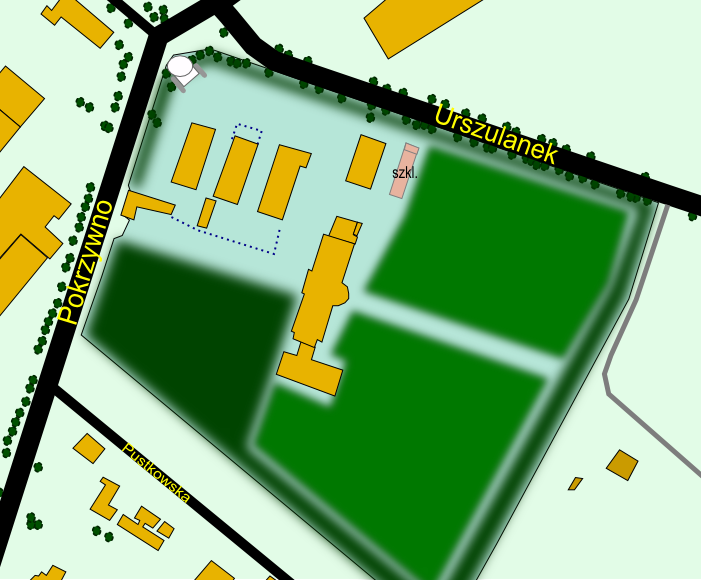
Współczesna mapa Zakładu w Pokrzywnie – widoczne baraki w szeregu oraz schron na skrzyżowaniu ulic

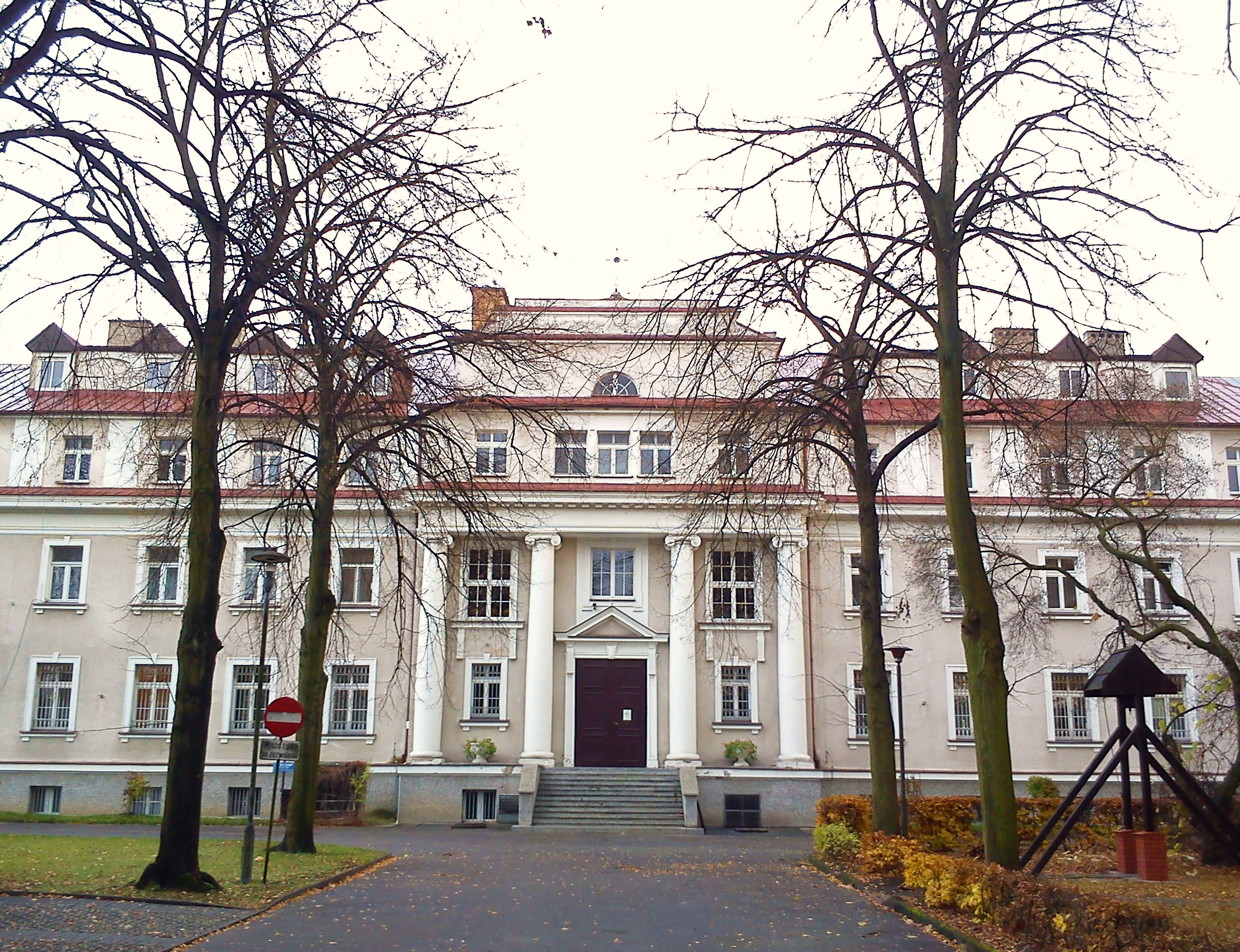
Główny budynek kompleksu na Pokrzywnie

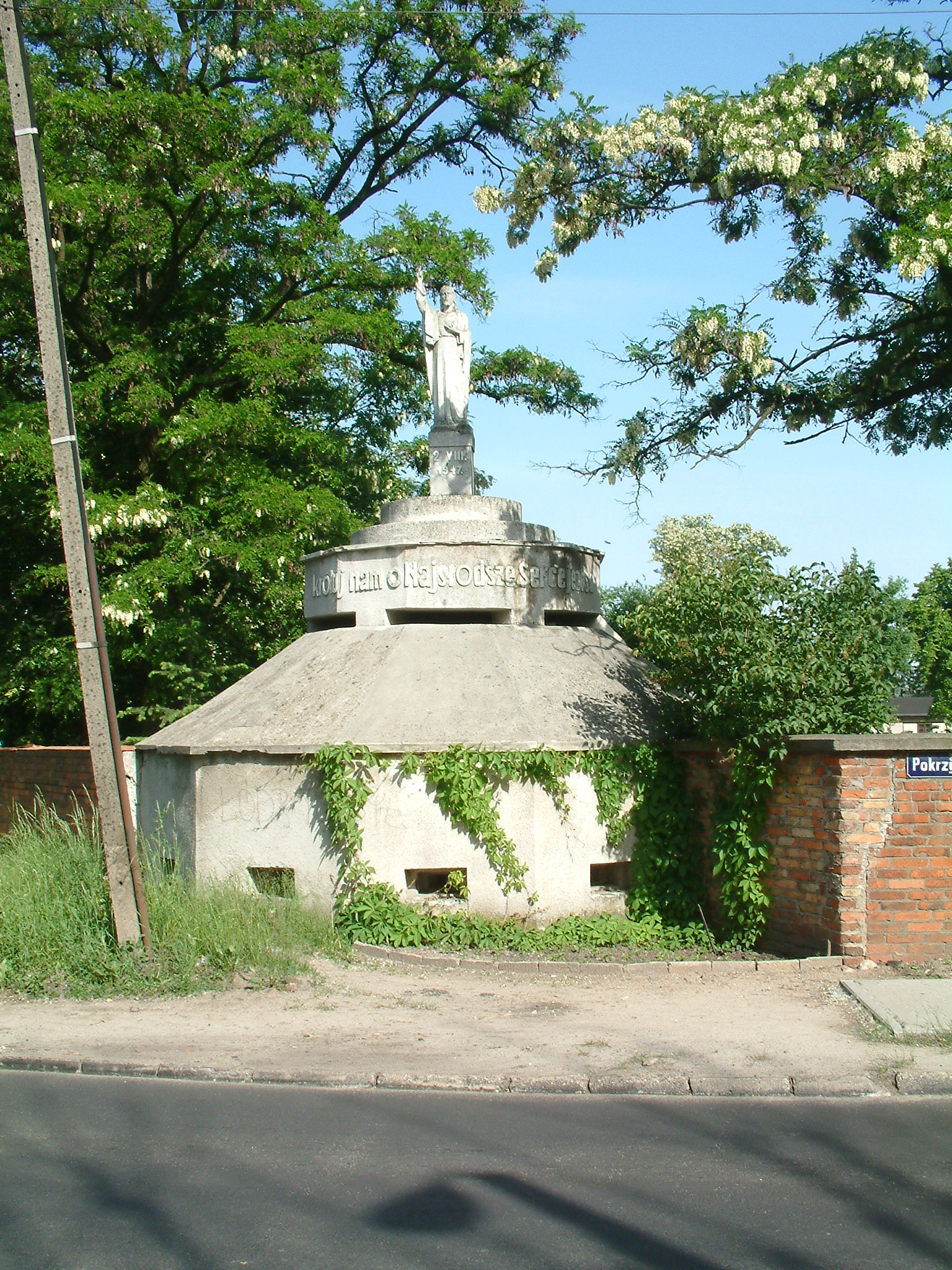
Były schron na terenie placówki, z umieszczoną na nim rzeźbą Chrystusa

Zentralinstitut für Krebsforschung (także Reichsinstitut an der Reichsuniversität Posen, Reichsinstitut für Krebsforschung, pol. Centralny Instytut Badań nad Rakiem) – niemiecka placówka badawczo-doświadczalna podległa Reichsuniversität Posen istniejąca w latach 1942-1945.

## Siedziby

### Posen
Instytut działał przy Wydziale Medycznym (Medizinische Fakultät) Uniwersytetu Rzeszy w Poznaniu (Reichsuniversität Posen).

### Nesselstedt
W 1939 w Nesselstedt (Pokrzywno, w czasie II wojny światowej poza granicami Poznania) Niemcy zajęli klasztor Urszulanek Unii Rzymskiej. W 1943 wznieśli tam 4 baraki w których prowadzili doświadczenia. Wyposażone były w gazoszczelne okna i drzwi, cele wyłożone kafelkami i przystosowane do wykonywania zabiegów operacyjnych. W piwnicy jednego z baraków zainstalowany był piec krematoryjny. Wokół zabudowań wybudowane zostały schrony z otworami strzelniczymi. Zimą 1944 obiekty wizytował Heinrich Himmler. W styczniu 1945 klasztor zajęły wojska radzieckie.

### Birnbaum
Siedziba filii w Birnbaum (Międzychód) znajdowała się przy Adolf Hitler Strasse 8 (obecnie ul. 17 Stycznia). Działała pod nazwą stacji zwierzęcej i roślinnej Instytutu Fizjologiczno-Biologicznego (Physiologisch-Biologische Institut). Została zorganizowana wiosną 1944.

### Bielen
Filia Instytutu mieściła się w budynkach dawnego gospodarstwa rybackiego w Bielen (Bielsko). Obejmowała budynki mieszkalne, chlew dla szczurów, laboratoria, budynki gospodarcze, szklarnie. W 1945 teren zajęły wojska radzieckie po czym został on przekazany przedwojennym właścicielom.

## Działalność
24 kwietnia 1942 Towarzystwo Cesarza Fryderyka w Berlinie powołało do istnienia Zentralinstitut für Krebsforschung e. V. wraz z jego dyrektorem Kurtem Blome. Instytut pod przykrywką badań nad rakiem prowadził działalność mającą na celu opracowanie broni biologicznej. Bakterie dżumy miały być przenoszone przez pchły szczurów zarażonych w laboratorium.
Oprócz Kurta Blome w Instytucie pracowali prof. dr Hans Holfelder, prof. dr Friedrich Holtz, dr Gross, dr Lange-Sudermann, dr Karl Hermann Lasch, dr Seel oraz ponad 80 innych pracowników naukowych.